# Písařov
Písařov település Csehországban, Šumperki járásban. Písařov Štíty, Malá Morava, Jakubovice és Červená Voda településekkel határos. Lakosainak száma 731 fő (2024. január 1.).

## Népesség
A település lakosságának változását az alábbi diagram mutatja:
| Lakosok száma | 2148 | 2238 | 1620 | 936  | 771  | 705  | 713  | 726  | 711  | 731  |
|               | 1869 | 1890 | 1921 | 1950 | 1980 | 2001 | 2017 | 2019 | 2022 | 2024 |